# Chivito

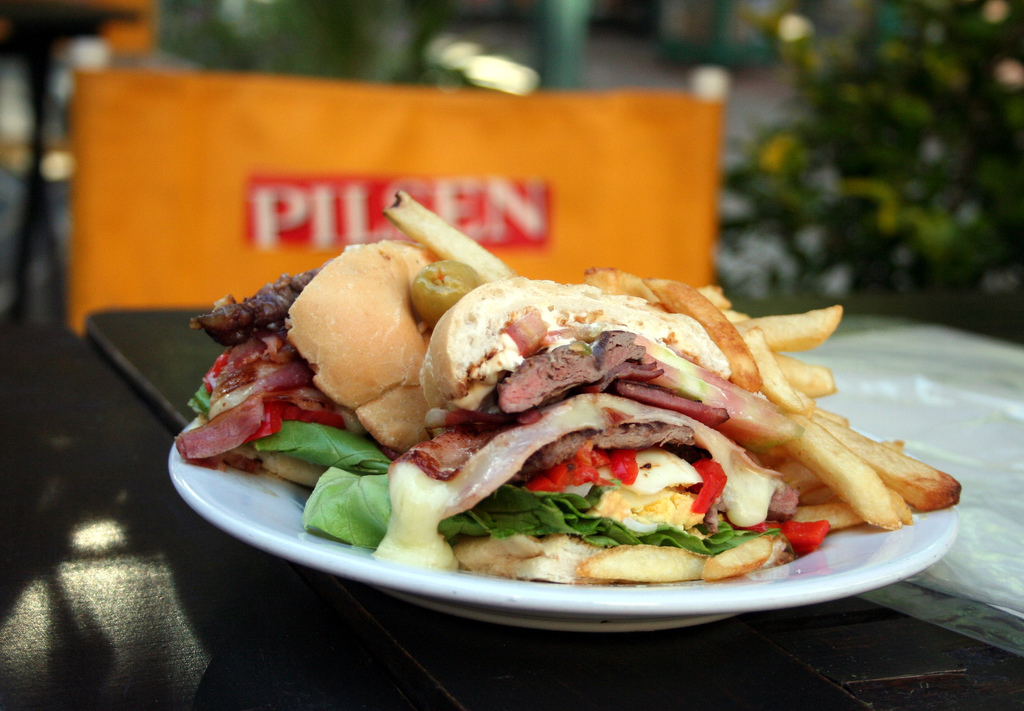

O chivito é um sanduíche de carne e outros ingredientes, geralmente coberto com molho de maionese e servido com batatas fritas, salada russa ou outro acompanhamento. É um prato típico do Uruguai e sua invenção é creditada a Antonio Carbonaro.